# Leibnitz
Leibnitz (tiếng Slovenia: Lipnica) là một thành phố ở bang Steiermark có dân số khoảng 12.176 người (năm 2017).
Thành phố này nằm ở phía nam thành phố Graz, giữa Mur và sông Sulm.
Đây là thủ phủ của huyện Leibnitz.

## Hình ảnh

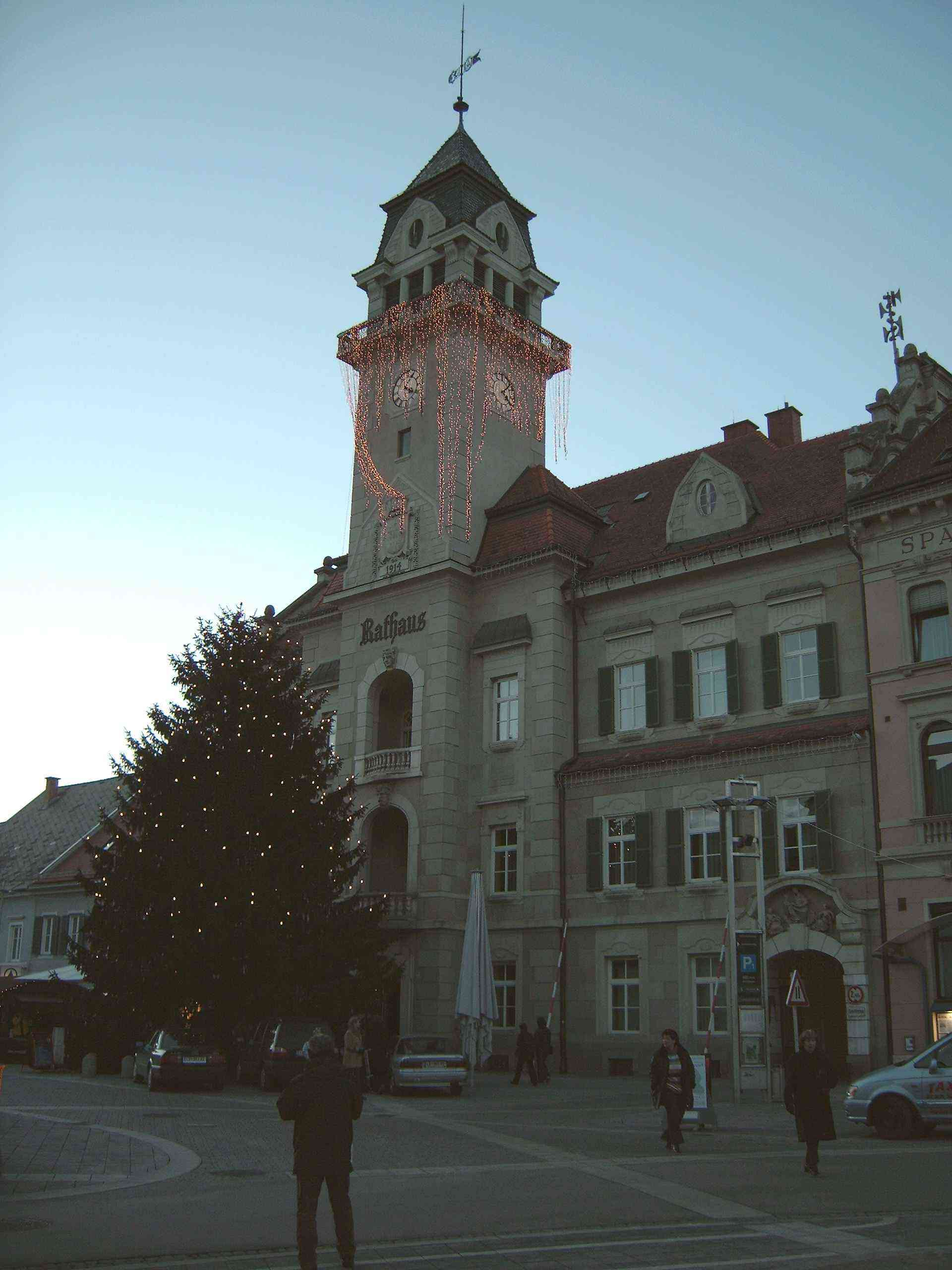
Toà thị chính Leibnitz
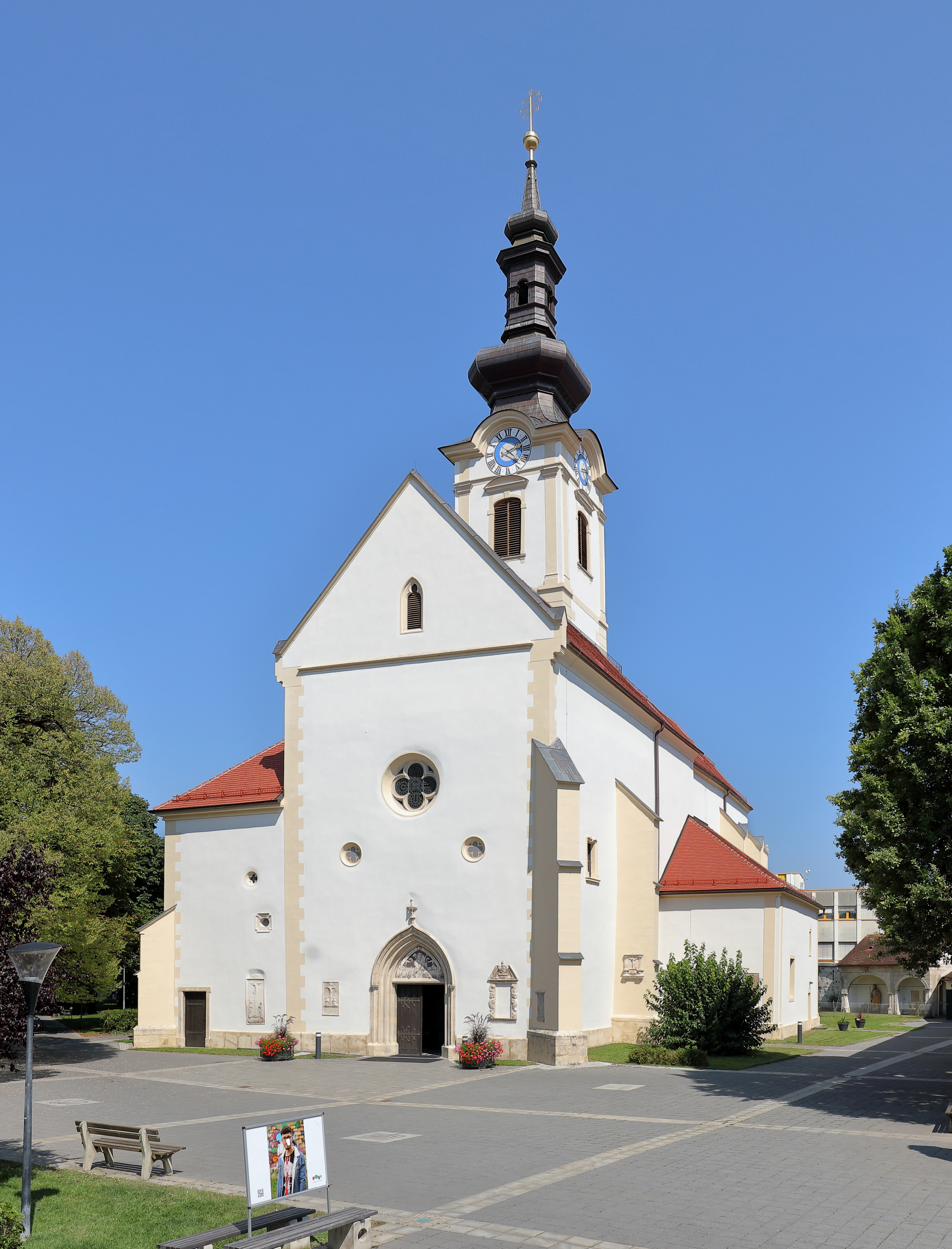
Nhà thờ Leibnitz
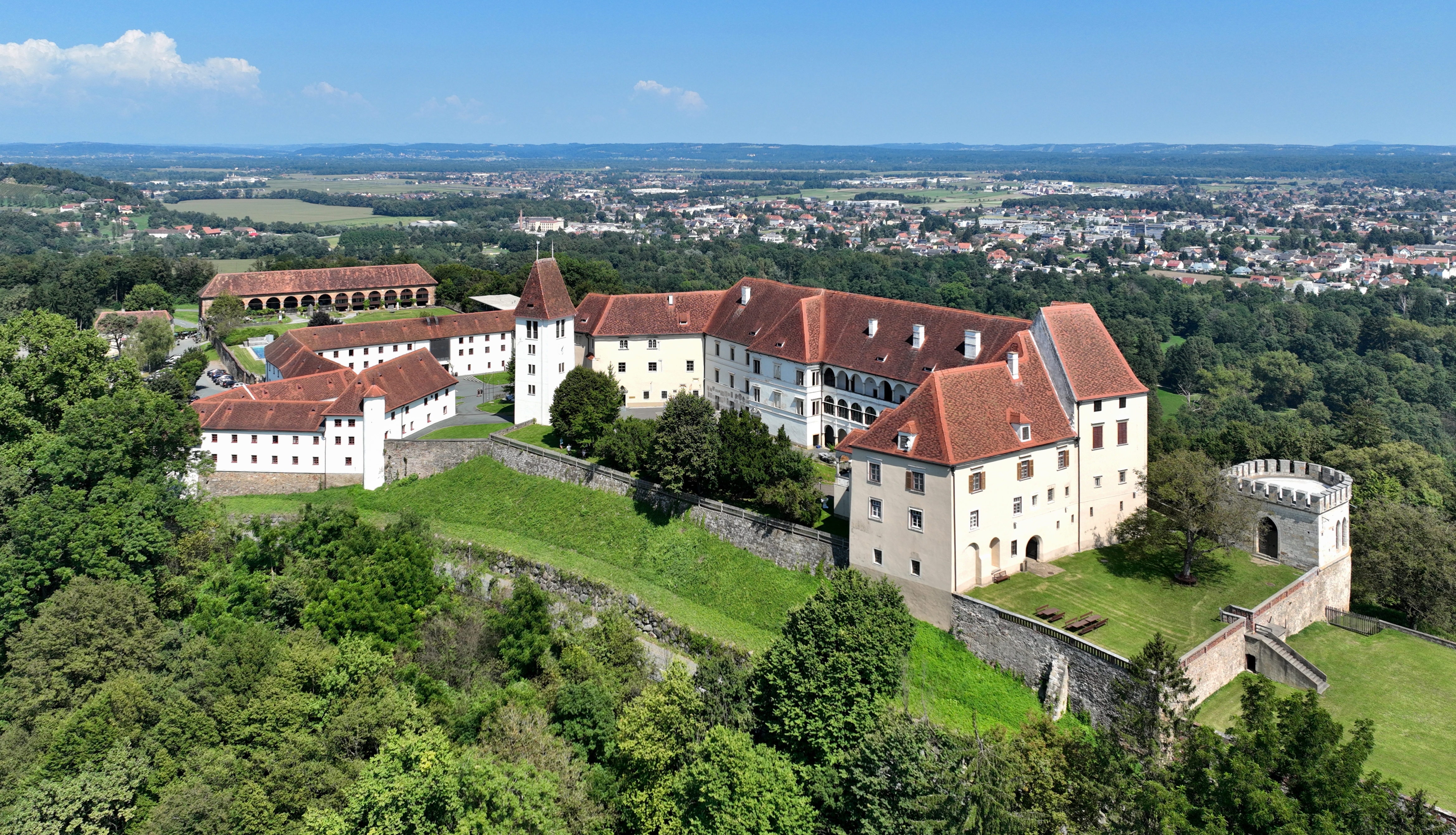
Lâu đài Seggau gần Leibnitz
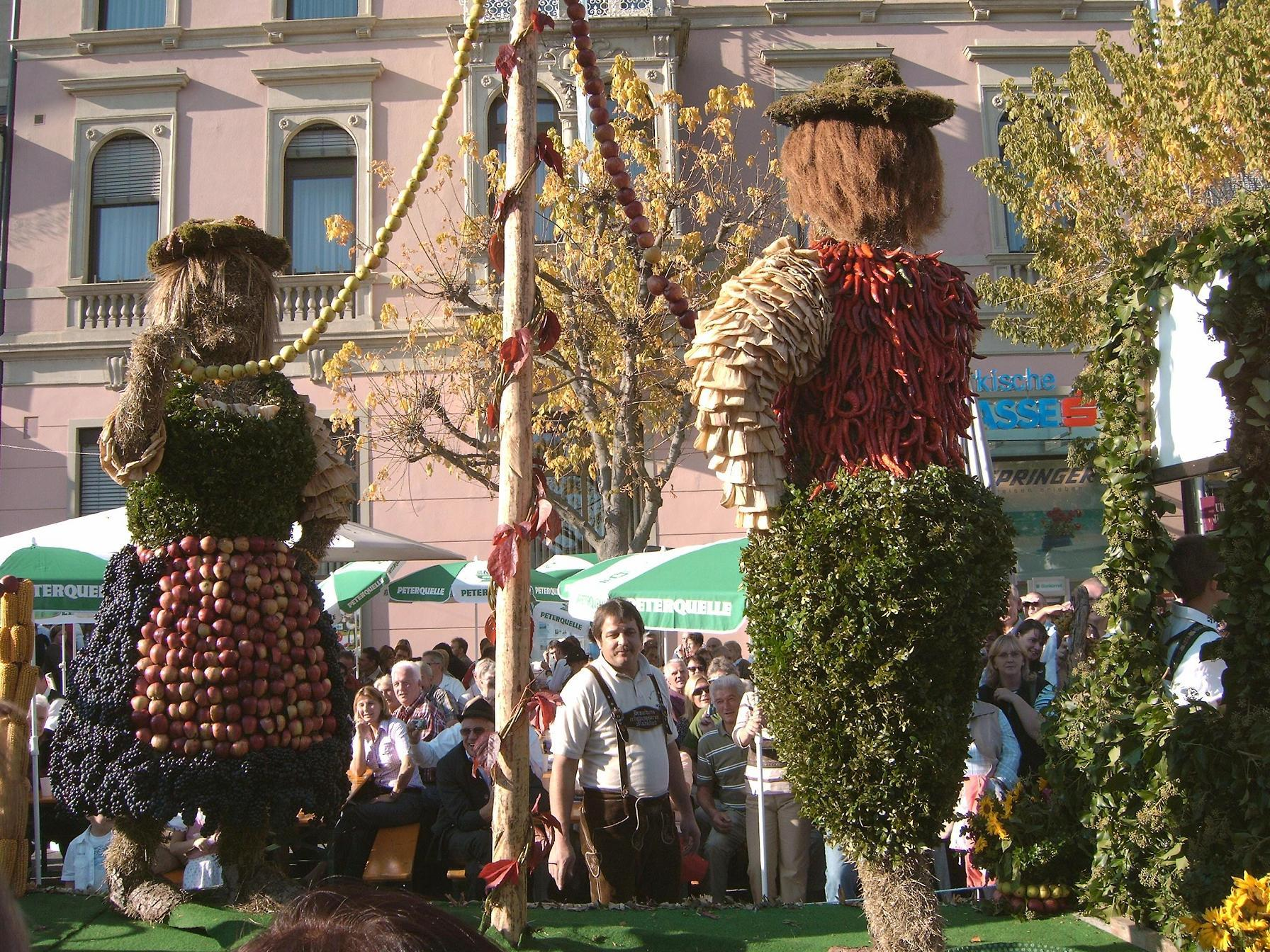
Lễ hội thu hoạch năm 2008 ở Leibnitz